# 八馬兼介 (初代)
初代八馬 兼介（はちうま かねすけ、後名・兼翁、1839年8月31日〈天保10年7月23日〉 - 1918年〈大正7年〉2月3日）は、日本の商人（米穀商）、船舶業者、資産家、実業家。八馬汽船創業者。幼名は兼吉。族籍は兵庫県平民。

## 経歴
西宮浜石才町に生まれる。八馬勝蔵の長男。22歳の時、1861年に米穀小売商開業、「八馬屋」といった。1868年に米穀問屋となった。
1878年に帆船西尾丸を購入して、初めて海運業に従事する。回漕業を営む。
西宮貯金銀行、西宮銀行各頭取、西宮酒造監査役をつとめた。
養子永蔵の長男栄之助が1916年、早稲田大学商科を卒業すると、初代は翌年隠居し、栄之助に三代兼介を称させて家督を相続させた。

## 人物
祖業精米商を継承し、後海運業に転じて巨利を博し、八馬家の基を起こした。
思慮深く、行き届いていて、そつがなく、決断力のある性格を併せ持ち、信念の強い人だった。
住所は兵庫県武庫郡西宮町浜久保（現・西宮市）。

## 家族・親族
八馬家
- 父・勝蔵（兵庫平民[3]、精米商[12]、米屋[13]）
- 妻・とき（1847年 - ?、兵庫、藤井萬兵衛の二女）[3]
- 養子・永蔵（1871年 - 1917年、資産家、海運業、西宮肥料米穀社長）[14]
  - 同妻・つや（1873年 - ?、兵庫、小川傳治郎の二女）[3]
  - 同長男・三代兼介（1894年 - 1960年、旧名・栄之介[3]、精米及び海運業、資産家、神戸銀行頭取）[11][10][14]
  - 同三男・安二良[3]（1898年 - 1981年、八馬汽船社長）
  - 同五男・駒雄[3]（1906年 - ?、西宮酒精社長）
  - 同六男・眞治[3]（1909年 - ?、多聞酒造社長）
  - 長女・喜美（1892年 - ?、大阪の質商、早瀬太郎三郎の妻）[3]
  - 三女・政江（1901年 - ?）[3]
  - 四女・寿江（1903年 - ?）[3]
  - 五女・田鶴子（1908年 - ?）[3]
  - 六女・和子（1911年 - ?）[3]